# ヘテロ原子

ピリジンは、ヘテロ原子の窒素を持ったヘテロ環化合物である。

ヘテロ原子（ヘテロげんし、英語: heteroatom）とは、有機化学の分野において、分子構造中に含まれる炭素と水素以外の原子の事を指す。ヘテロとは、「異なる」を意味する古代ギリシア語heterosから来た言葉である。炭素鎖や炭素環の一部の炭素が別の原子に置き換わった場合には、分子の名称の接頭辞としてヘテロを付けた名称で呼ばれる。
典型的なヘテロ原子としては、窒素、酸素、硫黄、リン、塩素、ヨウ素、臭素などが挙げられる。